# Аеродром Фиренца
Аеродром „Америго Веспучи” Фиренца или Аеродром Фиренца-Перетола (итал. Aeroporto di Firenze-Peretola) је ваздушна лука великог туристичког светског одредишта, италијанског града Фиренце, смештен свега 6 km северозападно од града.
То је значајна ваздушна лука у Италији - 2018. године промет путника је био близу 2,8 милиона.
Аеродром је авио-чвориште за нискотарифног авио-превозника „Вуелинг”.

## Објекти
Аеродром има једну писту, а главна рулна стаза се налази на крају писте 5, са простором за чекање/прекорачење на крају писте 23. Као што је уобичајено на мањим аеродромима, након слетања, авиони се окрећу на крају писте, а затим се враћају рулном стазом да би стигли до паркинга и терминала. Због близине Монте Морела, авиони обично полећу са писте 23, што их приморава да поново рулирају низ писту да би полетели.